# Diospilus washingtonensis
Diospilus washingtonensis är en stekelart som beskrevs av Sievert Allen Rohwer 1917. Diospilus washingtonensis ingår i släktet Diospilus och familjen bracksteklar. Inga underarter finns listade i Catalogue of Life.